# F2H 女妖
麥克唐納飛行器公司的F2H 女妖（F2H Banshee），是美國海軍和海軍陸戰隊從1948年至1961年部署的單座噴射戰鬥機，是在韓戰期間使用的主要美國戰鬥機之一。該機種也是加拿大皇家海軍唯一發展的噴射戰鬥機，在1955年至1962年間為皇家海軍服務。飛機的名稱源自愛爾蘭神話。
麥克唐納飛行器公司是一家開業於1939年的飛機公司，原本祇是替其他飛機製造廠生產零件的工廠，1941年才開始研發並不成功的XP-67月蝙蝠式戰鬥機而有自己的飛機品牌，其創辦人詹姆斯·史密斯·麥克唐納。因受到神秘主義影響，其飛機喜歡用妖魔鬼怪來命名。

## 歷史和設計
早在XFD-1试飞之前，美国海军便在考虑它的后继机型了，于是在1945年3月2日向麦克唐纳公司发出了研制FD-1的后继机型XF2D-1的指令。
XF2D-1是在XFD-1的基础上进行设计的，其整体布局同XFD-1非常相近，同样采用平直的长梯形机翼，进气道口位于翼根向前凸起的位置的横圆角三角形的形状等，不同的地方是XF2D-1的尺寸比XFD-1大一些，机头部分显得更加钝圆并下垂，改善了视野，发动机尾喷口处于机翼翼根后缘的缺口之内而不是像XFD-1那样略凸出于机翼翼根之外。主起落架由XFD-1的向内收起改为向外收起到机翼内。为防止机炮开火时造成飞行员的炫目，将机炮位置由XFD-1的在机头上方移到了机头的下方位置。其尾翼采用十字形布局，平尾位于垂尾高度约1/3不到的地方。
1947年1月11日，XF2D-1原型机进行了首次试飞，该机的试飞很成功，而且性能较XFD-1有较大提高，同时在在试飞期间创下了一项爬升纪录。1947年5月29日，美国海军同麦克唐纳公司便签订了生产56架生产型的F2D-1的合同，生产型于1948年8月10日，已经于一年前更名为F2H-1型的生产型1号机进行了试飞，生产型将原型机上带有上反角的平尾改为水平式，其余部分没有太大变化。在生产型在VX-3中队测试后，F2H-1开始装备海军VF-171和VF-172中队并在1949年夏季开始装载到航空母舰上进行测试。与此同时，美国海军又同麦克唐纳公司签订了生产179架F2H-2的合同，同F2H-1相比，F2H-2的前机身延长了35cm。增加了一个670L的机身油箱和2个757L的翼尖油箱，其航程同F2H-1相比有所增加，但由于飞机重量的增加，速度和爬升率有所下降。
F2H-2的生产一直延续到1952年9月，加上海军陆战队装备的数量，F2H-2共生产了364架，是该系列中生产数量最多的型号，装备了8个海军战斗机中队和2个海军陆战队中队。此外，还有25架F2H-2在生产线上加强机翼结构具有可携带Mk.7型原子弹的核攻击能力，这种型号称为F2H-2B。而麦克唐纳公司还额外生产了14架延长机鼻，装备AI雷达的全天候型F2H-2N。而F2H-2P则为侦察型，共生产58架，该型号在机头内装有6台相机，但没有武装。
1950年7月14日，美国海军又同麦克唐纳公司签订制造250架F2H-3的合同，用来加强舰队防空。F2H-3同F2H-2不同的地方是将尾翼改为同FH-1相似的倒T形，平尾带有10°上反角，并且为了消除颤振和增加纵向稳定性，平尾前缘增加了三角形的翼面。在其机头内装有一部AN/APQ-41型雷达，并且在机头左侧增加了空中加油管。在F2H-3的基础上换装AN/APG-31雷达和J34-WE-48型发动机的F2H-4为F2H系列中最后一种型号，共生产了150架。F2H-3和F2H-4型在50年代中后期之前是美国海军的主力舰载全天候战斗机，最多时同时装备了29个海军和海军陆战队中队。此外皇家加拿大海军自1954年以后购买了一些美国海军使用过的二手F2H-3，准备在当时皇家加拿大海军的2艘航空母舰上，并在1958年经过改装后具有携带AIM-9“响尾蛇”导弹的能力。

## 型號
- |  | 此條目格式需要修正以符合格式手册。 (2023年12月8日) 请协助補充相关的内部链接，并使用百科全书的语气来改善这篇条目。 |
- F2H-1： 1945年3月22日，美国海军和麦克唐纳公司签署了一份意向书，决定研制并制造三架XF2D-1。XF2D-1   的设计队伍由赫尔曼·D·巴奇（HermanD.Barkey）领导。他们提出的设计方案基本上就是放大的“鬼怪”，并在翼根的短舱内安装两台大推力的涡喷发动机。机身加长，增加载油量，换装20毫米机炮，安装位置也从机头上方挪到下方，以减少对飞行员视野的影响。  1945年4月24至26日，对设计方案模型进行了正式评估。太平洋战争的结束导致了许多飞机项目被取消，但海军觉得F2D有着良好的发展前景，从而使它躲过了项目削减的利斧。然而，XF2D-1的研制工作却进行得不紧不慢，原型机的制造一直拖延到了1946年末。  1947年1月11日，第一架XF2D-1在圣路易斯的兰伯特机场（LanbertField）进行了首次飞行，提供动力的是   两台3000磅推力的西屋（威斯汀豪斯）J34-WE-22涡喷发动机。当天麦克唐纳公司的试飞员罗伯特·艾德霍尔姆驾驶原型机创造了平均2743米/分钟的爬升率，这一数字几乎是当时所有现役飞机的两倍。试飞结束后，艾德霍尔姆对新飞机大加赞誉。首飞后不久，由于公司代码的变更，XF2D-1被重新编号为XF2H-1。全面的飞行测试工作随后展开，试飞进行的很顺利，没有发现重大设计缺陷，只有尾翼出现了轻微的控制问题，因此后来决定把原型机上采用的带上反角的水平尾翼，在生产型上改为不带上反角。  1947年春季，对XF2H-1感到非常满意的海军决定将其投入量产，  1947年5月29日，海军订购了首批生产型XF2H-1，编号也正式改为F2H-1，绰号“女妖”（Banshee），海军因预算有限，将定单分成两部分，首批30架飞机在1947财年采购，剩下26架的订货被列入1948财年订购计划  。第一架生产型（BuNo122530）后来被送回麦克唐纳公司，用作XF-88A上将要使用的加力燃烧室的试验平台。这架飞机后来又装上了后缘经过延展的机翼，成为F2H-3系列的发展用机。  1948年8月，第1架量产型F2H-1下线，同原型机相比，量产型在外形方面的变化不大，首架量产型机完工后不久，F2H-1就开始进行全面的上舰测试。F2H-1的上舰测试也是在“富兰克林·罗斯福”号航母上进行。测试结束后，海军认为其完全具备了在航母上部署的能力，开始将其交付给作战部队。  1949年8月，麦克唐纳交付完毕首批56架F2H-1战斗机，序列号BuNo122530-122559和122990-123015。
- F2H-2： F2H-1的改进型，F2H-1投入量产前，麦克唐纳公司就已经开始着手改善其性能。麦克唐纳的设计师们通过将   机翼前方的机身加长35.6厘米，将机身内部载油量增加到670升。这一改动使飞机的长度增加到12.2米。设计人员还在左右翼尖加装一个容量为757.1升的油箱。载油量的增加使F2H-2的航程从F2H-1的2056.7千米加大到2373.7千米。鉴于翼尖处的负重大幅增加，设计人员对机翼结构进行了加强，这一措施使F2H-2的空重从4442.6千克增加到5055.8千克。由于增加了翼尖油箱，飞机的翼展也增加到13.7米。  1948年5月（8月），由于海军对新设计满意，订购了首批179架F2H-2，次年又追加订购279架。第一架（BuNo123204）于1949年8月18日首飞。新飞机在发展中没有遇到大的问题，很快就取代了F2H-1在生产线上的位置。F2H-2系列共生产了406-436架，在1949年冬至1952年5月之间陆续交付使用，F2H-2的高爬升率和良好的高空性能使它成为一种理想的护航战斗机，是F2H系列中产量最大的机型。F2H-2的基本型共有三种变型：F2H-2B、F2H-2P和F2H-2N，它们的生产与F2H-2基本型同时进行。
- F2H-2B：F2H-2的核攻击型，为了拓展使用范围，麦克唐纳制造了27架机翼经过强化的F2H-2，这些飞机被命名为 F2H-2B。F2H-2B的性能同标准型F2H-2完全相同，外形上与F2H-2极其相似，只是机翼做了局部加强，除能在翼下挂载1360.8千克的常规武器外，还能携带一枚748.4千克的Mk.7型或1465.1千克的Mk.8型战术核弹。F2H-2B被送到美国东西海岸的混合中队和测试中队试用，这些中队将F2H-2B部署到不同的航母，飞行员们驾驶这些飞机对新武器进行了大量测试，目的是发展新武器的使用战术。F2H-2B还被用来实验如何降低F2H-2的燃料消耗率，并发展出一系列技术来增加作战半径。在F2H-2B上进行的这些测试对未来的海军航空兵作战战术和飞机设计提供了宝贵的数据，从来没有执行过它预定执行的核攻击任务。
- F2H-2N： F2H-2的单座夜间战斗机型，在“女妖”发展之初，海军和麦克唐纳就有意发展一种装备雷达的作战飞机，来执   行夜间战斗任务。但因找不到雷达和武器的合理布局方案，这项工作进行的十分缓慢。这个问题最后通过将机头加长85.3 厘米得以解决，飞机总长也增加到13.1米。加长的机头变的更为尖销，内部装有一部AN/APS-19雷达，原先在机鼻下方的4门20毫米机炮挪到机鼻两侧，翼下武器挂架被取消。虽然改动幅度不小，但飞机的性能并未因此而降低，这种新式全天候战斗机获得了F2H-2N的正式编号。  F2H-2N首批三架（BuNo123300-123302）是在生产过程中，在第66-68架F2H-2的机体上经过改装而来的。F2H-2N于1950年2月3日首飞，测试完毕后投入量产。接下来的11架都是这次穿插标准型F2H-2的生产过程中，相继下线的，总产量只有14架，它们组成了为数不多的一批F2H-2N夜间战斗机。其中一架在试飞中坠毁，另一架送到海军航空测试中心，剩下12架被VC-4中队接收。VC-4中队是一支岸基混合中队，仅在情况需要时才会部署到航母上。F2H-2N只是一种过渡型号，它很快就被F2H-3取代。
- F2H-2P： F2H-2的无武装照相侦察型，它曾获得了海军首架喷气式侦察机的殊荣。美国海军的官员对F2H-2的大航程和   出色的高空性能十分欣赏，他们认为F2H-2拥有成为优秀的侦察机的潜质。麦克唐纳将一架BuNo123366号F2H-2改装为侦察机型原型机，其作为第184架F2H-2下线，但在生产过程中已经经过了改装。于1950年10月12日首飞，海军授予其F2H-2P的编号。  F2H-2P的机身来自F2H-2，它与标准型F2H-2的区别在于机头是全新设计的，加宽、加长，以便为六台垂直/倾斜视角照相机提供安装空间。飞机总长增加到了42英尺5.2英寸，所有的武器都被拆除。在执行夜间照相侦察任务时，还可在两侧翼下各携带一个20发曳光弹的吊舱。F2H-2P的最大速从F2H-2的925.3千米/小时降低到851.3千米/小时，其他性能则大体保持不变。  F2H-2P于1950年末投产，到1952年5月停产时共生产了89架，其中最后一架于1952年5月28日交付，这同时也是F2H-2系列中最后交付的一架，这些飞机交付海军和海军陆战队使用，部分照相侦察型“女妖”被用于一些特殊试验。
- F2H-3： F2H-3是“女妖”家族中第2种全天候战斗机型，也是家族中比较重要的一个改型，由F2H-2N发展而来，F2H-3   的原型机就是从一架F2H-2N改装而来，该机也是F2H-3唯一一架原型机。新飞机以F2H-2N为基础，根据朝鲜战争中获得的经验，对F2H的基本设计作了较大改动。  F2H-3在研发过程中没有遇到严重的问题，最大的问题是尾翼出现震动现象，在用XF2D-1原型机进行详细测试后，设计人员通过在F2H-3的水平尾翼内侧前缘，增加一段45度后掠角的过渡段将问题解决。在对原型机进行了详细的测试，新的尾翼设计获得批准后，海军在1951年年末下令让F2H-3投入量产。  1952年3月29日，首架量产型F2H-3在密苏里州的兰伯特机场完成首飞。虽然总重比F2H-2重了2吨多，但 F2H-3的总体性能却并未下降。F2H-3海平面高度的最大速度还略有提高，但巡航速度却下降了64千米/小时，实   用升限提高了549米，最大航程增加了250英里。再加上新战机具有的全天候作战能力，从而成为当时美国海军手中的一件很有效的武器。  1953年10月30日，F2H的生产线关闭时，F2H-3共生产了250架。除了装备美国海军和海军陆战队外，F2H-3 还出口加拿大，成为皇家加拿大海军当时唯一的喷气战斗机，加拿大共订购了39架F2H-3，F2H-3由此成为麦克唐纳公司第一种对外出口的飞机，需要指出的是，出口的F2H-3没有安装空中加油装置。F2H-3同时还是麦克唐纳生产的最后一种“女妖”，虽然在 F2H-3投产后麦克唐纳还生产了F2H-4，但后者停产时 F2H-3仍在继续生产。
- F2H-4： F2H-4是“女妖”家族的终极改型，它的外形与F2H-3的区别不大。内部的主要变化是更换了发动机和雷达，在   动力更为强劲的发动机的推动下，F2H-4的各项性能均有所提高，水平飞行速度提高到981.7千米/小时；实用升限达到了17068.8米，提高了近3.2千米；最大航程为3218.6千米，比F2H-3多了482.8千米。  麦克唐纳共向海军和海军陆战队交付了151架F2H-4，F2H-4于1953年9月停产，比F2H-3还要早，原因是 F2H-3的采购数量较多。

## 性能諸元
F2H-3简单数据（括号内为F2H-2）：
- 机长：14.68m
- 翼展：12.73m
- 机高：4.42m
- 空重：5980kg
- 正常起飞重量：9531kg
- 最大起飞重量：14205kg（11437kg）
- 发动机：两台威斯汀豪斯J34-WE-48型轴流式涡轮喷气式发动机，单台推力14.5kN（1633kg）（两台威斯汀豪斯J34-WE-34型，单台推力1474kg）
- 最大平飞速度：933km/h
- 航程：2760km（1883km）
- 升限：14205m（14200m）
- 爬升率：30m/s
- 武器：4门20mm机炮，8枚火箭弹或6枚500磅（277kg）炸弹和2枚火箭，加拿大使用型号可以携带2枚AIM-9B“响尾蛇”空空导弹
- 雷达：AN/APG-31型（AN/APQ-41型）
- 乘员：1人

## 實戰使用

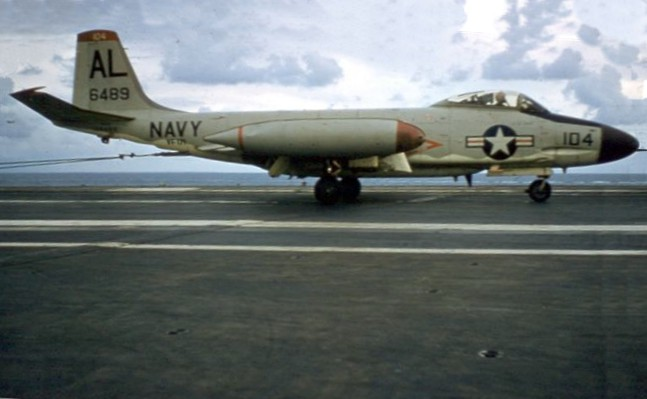
羅斯福號航空母艦上的F2H

F2H系列共生产895架，是美国海军在40年底中后期到50年代中后期之间所装备的舰载战斗机中生产数量第二多的舰载喷气式战斗机，美国海军的F2H于1959年全部退役，海军陆战队的则使用到1961年。虽然到1962年时美国海军已经没有F2H在服役，但是在当年海军和空军飞机编号统一时该机还是得到了F-2的编号。
F2H女妖參加了朝鮮戰爭，1951年8月，裝備F2H-2的VF-172中隊乘坐艾塞克斯號航空母艦來到朝鮮半島外海，8月23日，VF-172中隊的F2H為空軍的B-29超級堡壘轟炸機護航去轟炸朝鮮羅津地區，當日並無遇到敵機，F2H女妖在朝鮮戰場只進行了不到5個月的時間而在該年年底隨艾塞克斯號航空母艦離開，直至一年後，F2H才返回朝鮮戰場。
相比戰鬥機型號，偵察機型號的F2H-2P廣為採用，裝備給美國海軍和海軍陸戰隊的偵察機隊。
除了美國，加拿大的「邦立文徹號航空母艦」也部署了VF-870、VF-871和VX-10三個中隊的F2H-3，直至1970年才退役。

## 使用國家

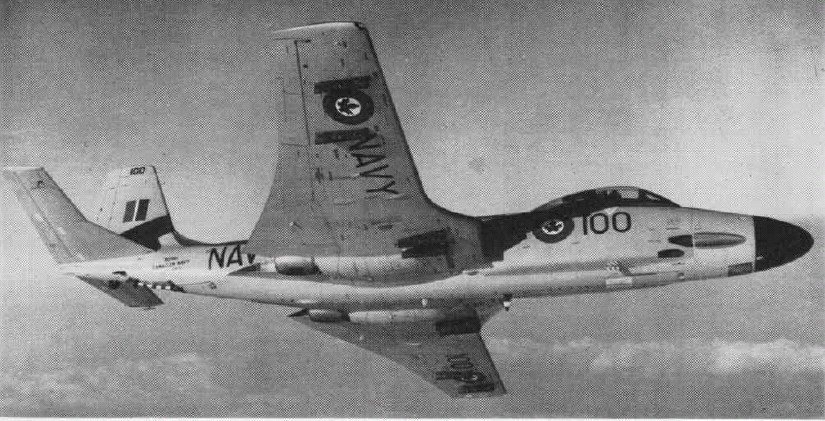
加拿大皇家海軍的F2H-3女妖

- 美国
- 加拿大

## 外部連結
- 麦克唐纳 F2H/F-2“女妖”（页面存档备份，存于）